# Dévényi László
Dévényi László (Hegyeshalom, 1925. február 8. – 2006. szeptember 13.) Balázs Béla-díjas magyar filmrendező, színész.

## Életpályája
1931-től gyermekszínész volt, Székely István rendező fedezte fel tehetségét. 1943-ban végzett Németh Antal Rendezőképző Akadémiáján. 1937–1945 között a Nemzeti Színház tagja volt. 1946–1950 között a Pázmány Péter Tudományegyetem hallgatója volt. 1950–1952 között az MNB-nél sportállásban (válogatott vívó) dolgozott. 1952–1958 között a Híradó- és Dokumentumfilmgyár felvételvezetője, valamint gyártásvezetője volt. 1958–1963 között a Mafilm rendezőasszisztense, majd 1963-tól rendezője volt. 1965-től a televízióban is rendezett, leginkább oktató- és ismeretterjesztő filmeket. 1987-ben nyugdíjba vonult.

### Magánélete
1953-ban házasságot kötött Rostagni Olgával. Két lányuk született: Rita (1957) és Mónika (1961).

## Színházi szerepei
- Az Úr katonái....Jimmy
- Fazekas Mihály: Lúdas Matyi....Lúdas Matyi
- William Shakespeare: Szentivánéji álom....Puck
- Zilahy Lajos: Fatornyok....Kriegs Árpád

## Filmjei

### Színészként
- Légy jó mindhalálig (1936) – Nyilas Misi
- Évforduló (1936) – Ferike
- Bors István (1939) – parasztfiú
- Sarajevo (1940) – Iljosa
- Férfihűség (1942) – fiatal fiú a miniszternél
- Gyanú (1944)

### Rendezőként
- Százmillió volt (1963)
- A fagy virágai (1964)
- Mikrobiológiai sorozat (1965)
- A villám (1965)
- Új fény (1966)
- Lapos tetők (1966)
- Gomolyfelhők (1966)
- Világegyetem képekben (1967)
- Tegyük a hegyére (1967)
- Szuperhideg (1968)
- Örökösök (1968)
- Függönyfalak (1968)
- Ivókúra (1969)
- Made in Hungary (1969)
- Pollution (1970)
- Szemnek, fülnek ingere (1970)
- Hosszmérés (1971)
- Mikroelektronika (1971)
- Őszintén (1972)
- Életlánc (1972)
- Elektromosság II.-III. (1972)
- Szemek (1973)
- Rendszeresen (1973)
- Leonardo da Vinci (1973)
- Made in Marokkó (1973)
- Testvérek (1974)
- Ötvözések (1974)
- Új világ, új anyagokból (1974)
- Néhány perc kölcsönhatás (1974)
- Ablakok Magyarországra (1975)
- Az erő (1975)
- Irinyi János (1976)
- Ősfelszín (1977)
- illúzió (1978)
- Vox humana (1979)
- Csendet! (1981)
- Csipetnyi logika (1982)
- Gerzson háza (1983)
- Győzni mindenáron (1983)
- 200 millió évesek (1983)
- Visit to Hungary (1984)
- Térkép a Földről, Glóbusz (1985)
- A Kálvária (1985)
- Játék és valóság (1986)
- Lehull az álarc, maszkok (1987)
- A mázolás technológiája I-III. (1987-1988)
- Filmtüzek (1989)
- Toldi (1989)
- Mathias Rex (1990)
- A kiállítás emlékképei (1991)
- W. T. C. (1992)
- Azok a csodálatos állatok (1993-1995, 2000)

## Díjai
- Balázs Béla-díj (1982)
- Magyar Filmszemle életműdíja (1998)